# Тест 99-ї сторінки
«Тест 99-ї сторінки» — метод оцінювання твору художньої літератури, який 1939 року запропонував літературний критик Форд Медокс Форд. Форд припустив, що читач може зрозуміти, наскільки добре написана книга, прочитавши з неї 99 сторінку. Текст на обкладинці та перших сторінках, як правило, найретельніше редагується і тому може не відбивати загальної якості книги.
Тест дав назву американській панк-групі Pg. 99 (1997—2003), яку The Guardian називає першим популяризатором ідеї в США. На момент появи принцип не отримав достатньої уваги, популярності ж набув після появи блогу The Test, де наводяться оцінки й цитати 99-х сторінок різних книг.
Аналогічний метод оцінювання книги виклав Маршалл Маклуен у книзі 1969 року «Галактика Ґутенберґа», де для тестування запропоновано використовувати 69-ту сторінку.